# Шаранта (река)
Шаранта (фр. Charente) — река на юго-западе Франции. Исток расположен в западной части Центрального массива; протекает по северному краю Гароннской низменности, через департаменты Верхняя Вьенна, Вьенна, Шаранта и Приморская Шаранта. При впадении в Бискайский залив Атлантического океана (близ морского порта Рошфор) образует эстуарий длиной порядка 15 км. Крупнейшие притоки — Ом (фр. Aume), Сон-Соннет (фр. Son-Sonnette), Тардуар (фр. Tardoire), Тувр (фр. Touvre), Нэ (фр. Né), Сёнь (фр. Seugne), Антан (фр. Antenne), Бутон (фр. Boutonne), Арну (фр. Arnoult).

## Гидрология

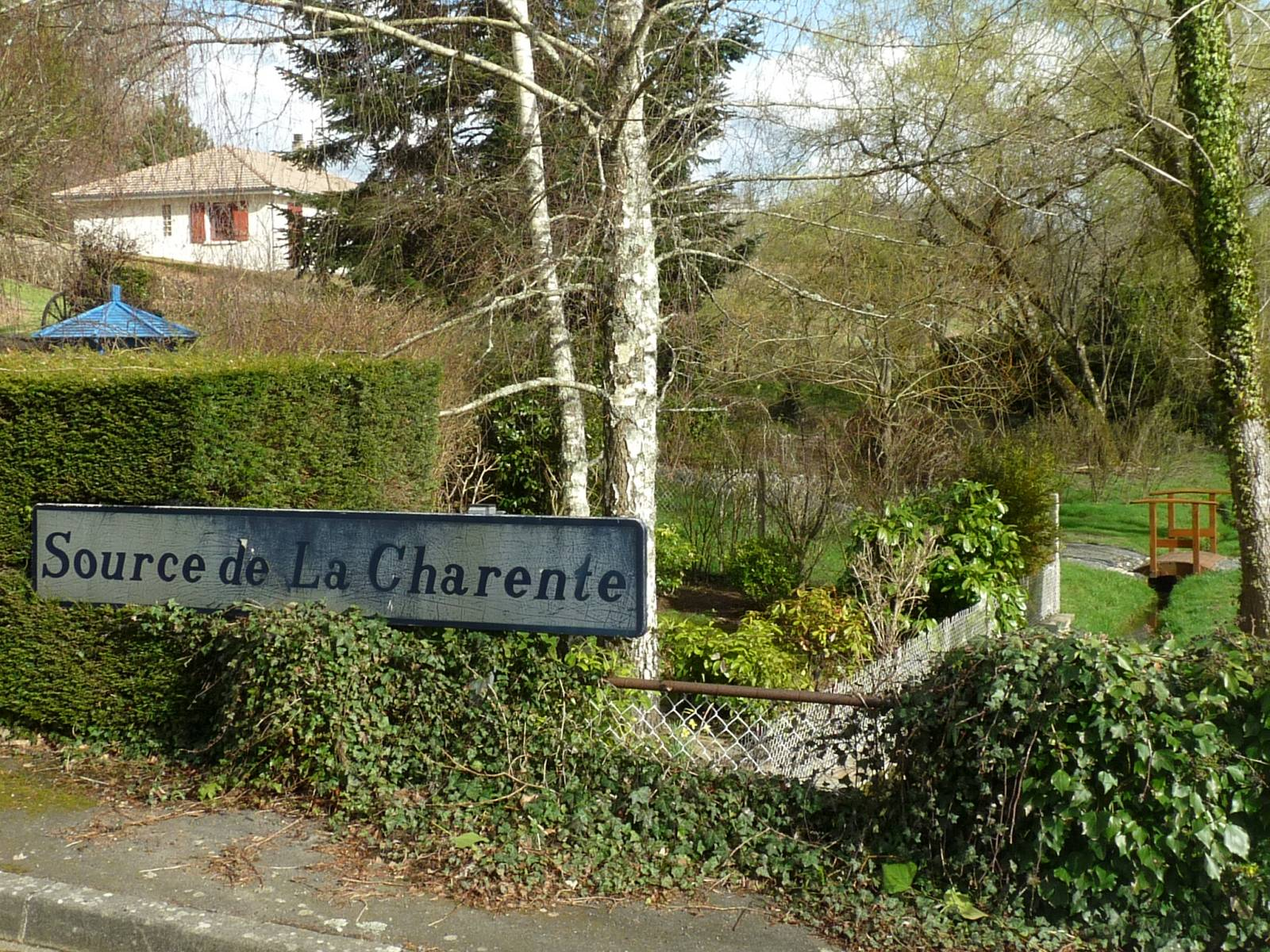
Исток Шаранты в Шероннаке

Длина реки — 381 км, водосборная площадь — 9855 км². Наиболее полноводна зимой и весной: расход воды колеблется от нескольких кубометров в секунду летом до более чем 800 м³/с в декабре-феврале (в районе Сен-Савиньена); средний расход воды в эстуарии в середине первого десятилетия XXI века составлял 65 м³/с.
Высота истока — 260 м над уровнем моря, в большей части течения высоты менее 200 м. Начиная от Рюффека Шаранта представляет собой равнинную реку. Севернее Ангулема, между Амбераком и Венделем, из-за практически отсутствующего перепада высот, река широко разливается, образуя множество рукавов и заводей и сотни островов разной площади. После Ангулема, когда Шаранта направляется на северо-запад к Сенту, её русло становится широким и стабильным, открывая возможности для судоходства. В нижнем течении, в районе слияния с Нэ, Шаранта протекает по пойменным лугам, у коммуны Карийон начиная формировать эстуарий.

## Демография и хозяйственная роль
Бассейн Шаранты демографически представляет собой ярко выраженную сельскую местность: средняя плотность населения 61 чел/км² (по данным на 1999 год), половина населения проживает в общинах численностью не более 2000 человек, единственный город среднего размера — Ангулем. Другие города на Шаранте:
- Сивре[фр.]
- Жарнак
- Монтиньяк-Шарант
- Коньяк
- Сент
- Сен-Савиньен
- Тонне-Шарант
- Рошфор
- Субиз

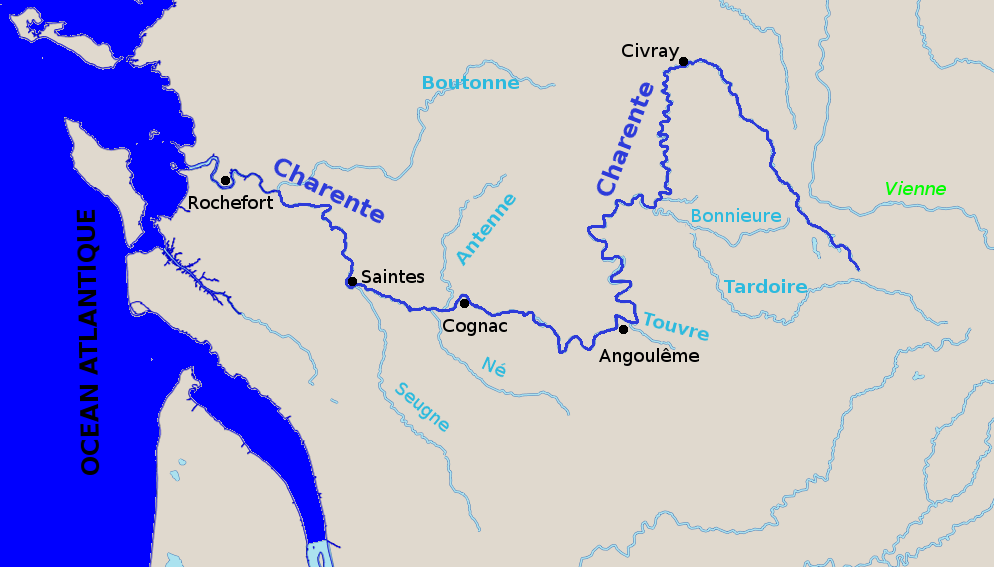
Карта Шаранты и её основных притоков

Шаранта, её притоки и впадающий в море неподалёку от неё Сёдр обеспечивают ирригацию до 170 млн гектаров региона, или 11-12 % сельскохозяйственных площадей бассейна Шаранты и до 30 % бассейна Сёдра. В бассейне Шаранты зарегистрировано свыше 50 рыболовецких ассоциаций и 45 тысяч рыболовов, регион также привлекателен для рыболовного туризма. Наиболее популярные виды рыбы — форель, щуки, судак, речной окунь, сазан.
Шаранта была важным транспортным путём с галло-римских времён, когда на ней начали возникать первые порты. Река до XIX века оставалась главным путём перевозки грузов между атлантическим побережьем и центральными районами страны — по меньшей мере до места впадения в неё Тувра. Эта роль была утрачена с развитием сети железных дорог, и грузовые перевозки по Шаранте прекратились с 1926 года выше Коньяка, а с 1957 года — на всём её протяжении. Однако с 1970-х годов ведутся работы по восстановлению судоходства, и к началу XXI века оно возобновлено на расстоянии 170 км от устья, до Ангулема; на этом участке реки действует 21 шлюз. 535 км общей протяжённости Шаранты и её притоков открыты для гребли на байдарках и каноэ.